# Aleksandar Trajkovski
Aleksandar Trajkovski (Skoplje, 5. rujna 1992.) sjevernomakedonski je nogometaš koji igra na poziciji napadača. Također, može igrati na pozicijama krila ili napadačkog veznog igrača. Trenutačno je bez kluba.

## Klupska karijera
Trajkovski je započeo svoju nogometnu karijeru igrajući za makedonsku Cementarnicu 55. Nakon dobrih igara tamo, primjetio ga je Chelsea, te je u svibnju 2010. godine otišao na probu u juniorski sastav engleskog kluba te se uspio upisati i u strijelce zabivši pobjednički pogodak u utakmici protiv Botafoga na omladinskom turniru Copa Amsterdam koji je odveo Chelsea u polufinale, ali se tamo nije zadržao nakon završetka turnira. Naposlijetku odlazi u zaprešićki Inter.
Nakon odličnih igara u Interu, Makedonac je privukao pozornost više klubova, među ostalim i zagrebačkog Dinama, ali sam Trajkovski je odbio transfer u zagrebački klub, dok je na kraju sezone sam klub odbio ponudu Anderlechta u iznosu od 500.000 eura. Ipak u ljeto 2011. godine odlazi iz Intera u belgijski Zulte Waregem uz odštetu od milijun eura.
U Waregemu se zadržava četiri godine, s tim da je sezonu 2013./14. odradio na posudbi u Mechelenu.
U ljeto 2015. godine potpisuje petogodišnji ugovor s talijanskim Palermom. Iste godine, proglašen je najboljim makedonskim igračem za sezonu 2014./15. Nakon Palermovog bankrota i izbacivanja iz Serie B u ljeto 2019. godine, kao i svi ostali igrači u klubu, postaje slobodan igrač.
Dana 7. kolovoza 2019. godine potpisuje četverogodišnji ugovor sa španjolskom Mallorcom. Nakon dvije sezone napušta Mallorcu u potrazi za minutažom te u kolovozu 2021. godine odlazi na jednogodišnju posudbu u danski AaB.
U Danskoj se zadržava samo pet mjeseci te raskida posudbu, ali i ugovor s Mallorcom te kao slobodan igrač prelazi u saudijsku Al-Fayhu, s kojom potpisuje ugovor na godinu i pol dana. Dana 19. svibnja 2022. godine osvaja svoj prvi trofej u karijeri, osvojivši Saudijski kraljevski kup s Al-Fayhom.
Nakon isteka ugovora sa saudijskim klubom, sredinom rujna 2023. godine Trajkovski se vratio u 1. HNL, potpisavši dvogodišnji ugovor sa splitskim Hajdukom. Prvijenac za Hajduk postiže u utakmici 14. kola 1. HNL, protiv Rudeša na Poljudu, a bio je to i jedini pogodak na utakmici.

## Reprezentativna karijera
Za makedonsku U-21 reprezentaciju je nastupio ukupno petnaest puta uz tri pogotka, od kojih se najviše ističe jedini pogodak u pobjedi nad Nizozemskom u prijateljskom susretu odigranom 22. svibnja 2012. godine.
Dana 10. kolovoza 2011. debitira za seniorsku reprezentaciju Makedonije u prijateljskom susretu u gostima kod Azerbajdžana koju su Makedonci dobili s 0:1, a prvi pogodak za Makedoniju postiže 14. kolovoza 2013. godine u domaćoj 2:0 pobjedi nad Bugarskom, također u prijateljskoj utakmici. U prijateljskoj utakmici s Crnom Gorom odigranoj 12. studenoga 2015. godine na stadionu Filip II. Makedonski u Skoplju, postiže svoj prvi hat-trick. Utakmica je završila pobjedom Makedonaca od 4:1.
Bio je član momčadi Sjeverne Makedonije na Europskom prvenstvu 2020. godine, njihovom prvom velikom natjecanju. Dana 24. ožujka 2022. godine, Trajkovski je u posljednjim minutama utakmice polufinala europskih doigravanja za Svjetsko prvenstvo u Kataru postigao pogodak za 1:0 pobjedu nad Italijom, koja je tako po drugi put zaredom ostala bez plasmana na svjetsko prvenstvo.

### Pogodci za reprezentaciju[16]
| #   | Datum               | Mjesto                                                      | Protivnik   | Pogodak | Rezultat | Natjecanje                          |
| --- | ------------------- | ----------------------------------------------------------- | ----------- | ------- | -------- | ----------------------------------- |
| 1.  | 14. kolovoza 2013.  | Arena Filip II. Makedonski, Skoplje, Makedonija             | Bugarska    | 2 : 0   | 2 : 0    | Prijateljska utakmica               |
| 2.  | 6. rujna 2013.      | Arena Filip II. Makedonski, Skoplje, Makedonija             | Wales       | 2 : 0   | 2 : 1    | Kvalifikacije za SP 2014.           |
| 3.  | 9. listopada 2014.  | Arena Filip II. Makedonski, Skoplje, Makedonija             | Luksemburg  | 1 : 0   | 3 : 2    | Kvalifikacije za EP 2016.           |
| 4.  | 27. ožujka 2015.    | Arena Filip II. Makedonski, Skoplje, Makedonija             | Bjelorusija | 1 : 0   | 1 : 2    | Kvalifikacije za EP 2016.           |
| 5.  | 12. studenoga 2015. | Arena Filip II. Makedonski, Skoplje, Makedonija             | Crna Gora   | 2 : 0   | 4 : 1    | Prijateljska utakmica               |
| 6.  | 12. studenoga 2015. | Arena Filip II. Makedonski, Skoplje, Makedonija             | Crna Gora   | 3 : 0   | 4 : 1    | Prijateljska utakmica               |
| 7.  | 12. studenoga 2015. | Arena Filip II. Makedonski, Skoplje, Makedonija             | Crna Gora   | 4 : 0   | 4 : 1    | Prijateljska utakmica               |
| 8.  | 2. lipnja 2016.     | Arena Filip II. Makedonski, Skoplje, Makedonija             | Iran        | 1 : 1   | 1 : 3    | Prijateljska utakmica               |
| 9.  | 5. rujna 2017.      | Stadion Blagoj Istatov, Strumica, Makedonija                | Albanija    | 1 : 1   | 1 : 1    | Kvalifikacije za SP 2018.           |
| 10. | 6. listopada 2017.  | Stadio Olimpico di Torino, Torino, Italija                  | Italija     | 1 : 1   | 1 : 1    | Kvalifikacije za SP 2018.           |
| 11. | 9. listopada 2017.  | Stadion Blagoj Istatov, Strumica, Makedonija                | Lihtenštajn | 2 : 0   | 4 : 0    | Kvalifikacije za SP 2018.           |
| 12. | 27. ožujka 2018.    | Mardan Spor Kompleksi, Antalya, Turska                      | Azerbajdžan | 1 : 1   | 1 : 1    | Prijateljska utakmica               |
| 13. | 13. listopada 2018. | Arena Filip II. Makedonski, Skoplje, Makedonija             | Lihtenštajn | 1 : 0   | 4 : 1    | UEFA Liga nacija 2018./19. – Liga D |
| 14. | 13. listopada 2018. | Arena Filip II. Makedonski, Skoplje, Makedonija             | Lihtenštajn | 2 : 0   | 4 : 1    | UEFA Liga nacija 2018./19. – Liga D |
| 15. | 19. studenoga 2018. | Arena Filip II. Makedonski, Skoplje, Makedonija             | Gibraltar   | 4 : 0   | 4 : 0    | UEFA Liga nacija 2018./19. – Liga D |
| 16. | 25. ožujka 2021.    | Arena Națională, Bukurešt, Rumunjska                        | Rumunjska   | 2 : 2   | 3 : 2    | Kvalifikacije za SP 2022.           |
| 17. | 28. ožujka 2021.    | Nacionalna arena Toše Proeski, Skoplje, Sjeverna Makedonija | Lihtenštajn | 2 : 0   | 5 : 0    | Kvalifikacije za SP 2022.           |
| 18. | 28. ožujka 2021.    | Nacionalna arena Toše Proeski, Skoplje, Sjeverna Makedonija | Lihtenštajn | 3 : 0   | 5 : 0    | Kvalifikacije za SP 2022.           |
| 19. | 11. studenoga 2021. | Republikanski Stadion Vazgen Sargisjan, Erevan, Armenija    | Armenija    | 0 : 1   | 0 : 5    | Kvalifikacije za SP 2022.           |
| 20. | 24. ožujka 2022.    | Stadio Renzo Barbera, Palermo, Italija                      | Italija     | 0 : 1   | 0 : 1    | Kvalifikacije za SP 2022.           |
| 21. | 17. listopada 2023. | Stadion Blagoj Istatov, Strumica, Sjeverna Makedonija       | Armenija    | 1 : 0   | 3 : 1    | Prijateljska utakmica               |

## Statistike

### Reprezentativna statistika[16]
Ažurirano 29. lipnja 2024.
| 2011.  | 4  | 0  |
| 2012.  | 1  | 0  |
| 2013.  | 9  | 2  |
| 2014.  | 6  | 1  |
| 2015.  | 8  | 4  |
| 2016.  | 3  | 1  |
| 2017.  | 8  | 3  |
| 2018.  | 8  | 4  |
| 2019.  | 7  | 0  |
| 2020.  | 6  | 0  |
| 2021.  | 14 | 4  |
| 2022.  | 7  | 1  |
| 2023.  | 5  | 1  |
| 2024.  | 3  | 0  |
| Ukupno | 89 | 21 |

## Klupski uspjesi
Al-Fayha:
- Kraljevski kup (1): 2021./22.

## Vanjske poveznice
- Profil na Transfermarktu
- Profil na Soccerwayu